# Шишано
Шиша̀но (на италиански: Scisciano) е градче и община в Южна Италия, провинция Неапол, регион Кампания. Разположено е на 31 m надморска височина. Населението на общината е 5769 души (към 2010 г.).